# Polygala turgida
Polygala turgida är en jungfrulinsväxtart som beskrevs av Joseph Nelson Rose. Polygala turgida ingår i släktet jungfrulinssläktet, och familjen jungfrulinsväxter. Inga underarter finns listade i Catalogue of Life.